# Szyrwan

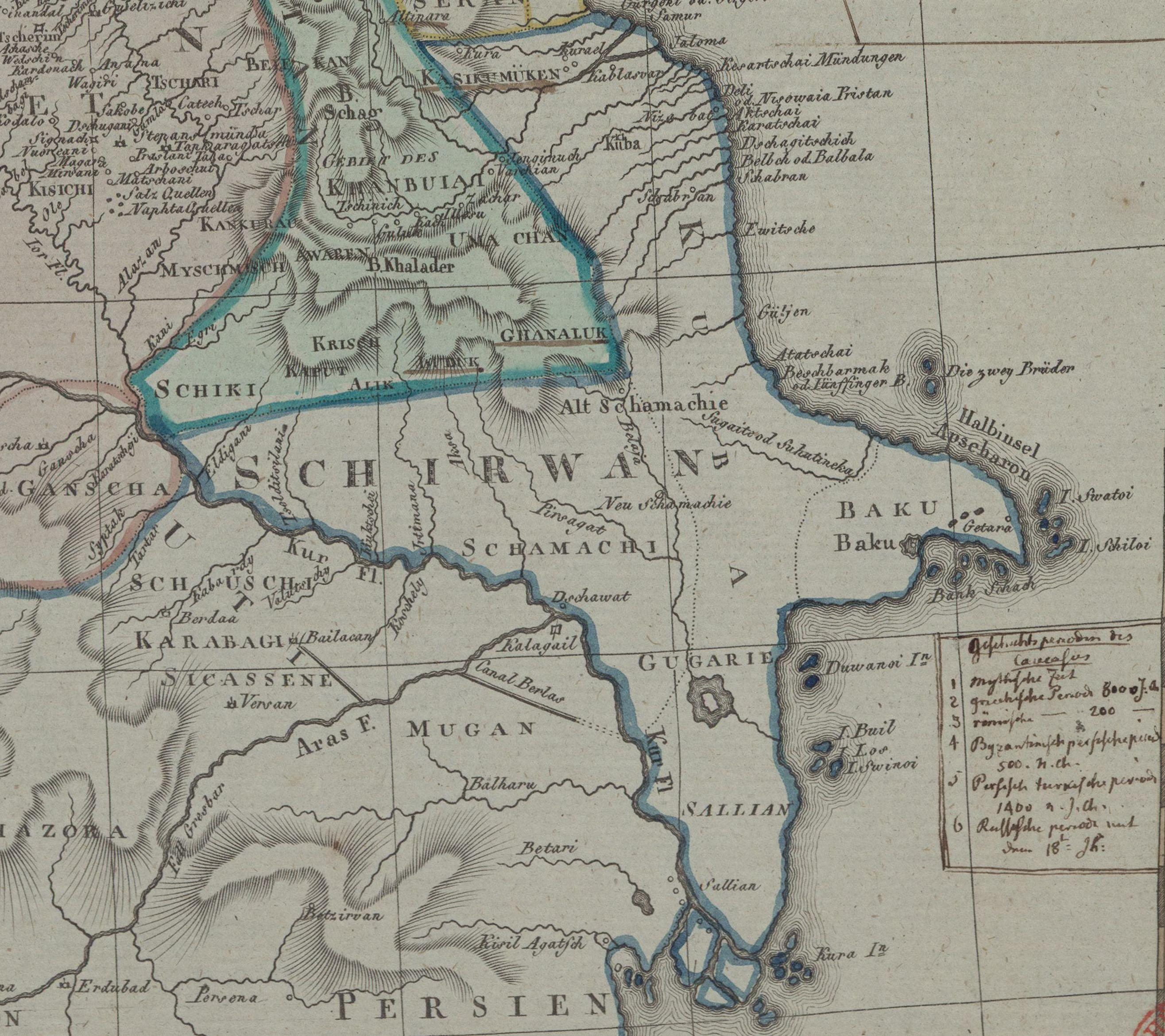
Mapa krajów Kaukazu ukazująca Szyrwan w 1804 r.

Szyrwan (az. Şirvan) – islamskie państwo ze stolicą w Szemasze, istniejące na terenie współczesnego północno-zachodniego Azerbejdżanu w latach ok. 799-1539. Powstało w wyniku rozpadu kalifatu arabskiego. Jego władcy, nazywani szyrwanszachami niekiedy podlegali władcom krajów ościennych, niekiedy zaś zdobywali spore lokalne znaczenie. W Szyrwanie panowała dynastia Kesranidów (861-1382), którzy, pomimo różnic religijnych, pozostawali w XI-XIII wiekach w ścisłym sojuszu z Gruzją Bagratydów. Po wygaśnięciu Kesranidów władzę w Szyrwanie objęła dynastia Derbendydów, zapoczątkowując przeszło stuletni okres prosperity kraju, przerwany jednak podbojem safawidzkim (od ok. 1500 zależność, po 1538 inkorporacja do Persji jako prowincja przez Tahmaspa I, zarządcą został brat Tahmaspa Alqas Mirza).
Do krótkotrwałego odrodzenia niepodległości doszło w roku 1748, gdy powstał Chanat Szyrwański, jednak w roku 1813 wcielony został do Imperium Rosyjskiego.